# Adonia (schip, 1998)
De Adonia is een cruiseschip van P&O Cruises. Het schip werd gebouwd door scheepswerf Chantiers de l'Atlantique in St. Nazaire, Frankrijk. Met 30.000 ton is de Adonia het kleinste schip van de rederij. De Adonia werd in 2011 aan de vloot van de onderneming toegevoegd.

## Geschiedenis

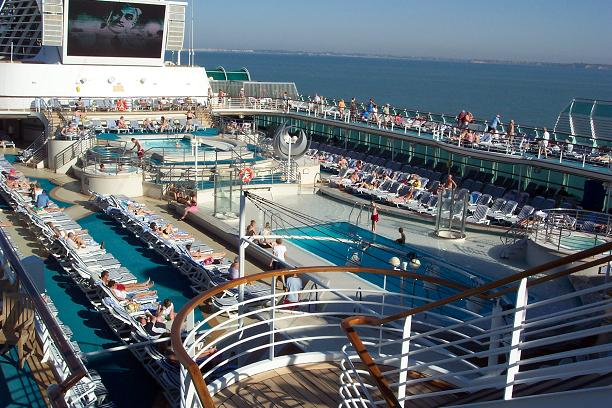
Bovendek Sea Princess (MS Adonia)

Het schip werd gebouwd als laatste van acht bijna identieke 'R'-klasse schepen voor Renaissance Cruises waar het in 2001 in dienst kwam onder de naam R Eight. Nadat de rederij failliet ging werd het schip overgedragen aan schuldeisers en opgelegd in Marseille, Frankrijk.
In 2003 kwam het schip weer in de vaart, dit keer als het enige cruiseschip van rederij Swan Hellenic. Het schip kreeg de naam Minerva II, vernoemd naar zowel de Romeinse godin als naar hun vorige schip, de Minerva.
Op 7 april 2007 voltooide de Minerva II haar laatste reis voor Swan Hellenic en werd ze door  moedermaatschappij Carnival Cruise Lines, overgedragen aan Princess Cruises. Ze werd omgedoopt tot Royal Princess en kwam in april 2007 als zodanig in de vaart. Op 18 juni 2009 brak een hevige brand uit in de machinekamer. Het schip was op een 12-daagse reis naar het Heilige Land en net vertrokken uit Port Said, Egypte. In december 2009 werd bekend dat het schip was overgedragen aan P&O Cruise Ze kwam in dienst bij de rederij op 21 mei 2011, en werd omgedoopt naar MS Adonia door Shirley Bassey.